# كوفينغتون (نيويورك)
كوفينغتون (بالإنجليزية: Covington, New York)‏ هي بلدة أمريكية تقع في الولايات المتحدة في مقاطعة وايومينغ، نيويورك. يقدر عدد سكانها بـ 1,232 نسمة ومساحتها 67.7 كم2 وترتفع عن سطح البحر 302 متر.